# 티사 패로우
티사 패로우(Tisa Farrow, 1951년 7월 22일~2024년 1월 10일)는 미국의 배우, 간호사, 영화배우이다.

## 영화
- 레드던(1988년)
- 그림 리퍼(1980년)
- 좀비2 : 시체들의 섬(1979년)
- 윈터 킬(1979년)
- 맨하탄(1979년)
- 핑거스(1978년)
- 검은 금요일(1972년)
- 들판을 달리는 산토끼(1972년)
- 호머(1970년)